# Lívanec
Lívanec je kypřený druh moučníku, podobný palačince, který je vyráběn smažením z mouky, mléka, případně i jogurtu či kefíru, prášku do pečiva nebo droždí u kynuté varianty, vajec, případně i jiných přísad a který je populární zejména v českých zemích. Má podobu tenké placky. Pojídá se nejčastěji nasladko potřený marmeládou, s jogurtem, ovocem a jinými přísadami. Receptů je celá řada. Existují i lívance v prášku. Dělají se i menší nesladké lívanečky jako příloha k jiným jídlům. Ke smažení se používají pánve (lívanečníky) různých velikostí.
Z osmažených zbytků nenamazaných lívanců a vajec se dělávaly vaječníky.
Slovo lívanec je odvozeno od slovesa lít, jelikož se jedná o moučník z litého těsta. Slovo se rozšířilo i do rakouské a bavorské němčiny jako Liwanzen, typicky ve spojení böhmische Liwanzen (tj. české lívance).

### Podobná jídla
- palačinka
- omeleta
- celestýnské nudle